# I Like It When You Sleep, for You Are So Beautiful yet So Unaware of It
I Like It When You Sleep, for You Are So Beautiful yet So Unaware of It é o segundo álbum de estúdio da banda inglesa The 1975, lançado em 26 de fevereiro de 2016, por intermédio da Dirty Hit e da Polydor Records. 
Após o lançamento, o álbum recebeu aclamação generalizada da crítica, tendo sido selecionado como um dos melhores álbuns de 2016 por diversos veículos. Além do sucesso comercial nos Estados Unidos e no Reino Unido, recebeu uma nomeação ao Grammy Awards de 2017.
Mais tarde, a NME colocou o álbum em sexto lugar em sua lista dos melhores álbuns da década.  Além disso, Stereogum , Pitchfork e Billboard o colocaram em 61º, 161º, e 82º, respectivamente.

## Antecedentes
Em 2014, Matt Healy, líder da banda, lançou uma série de códigos no Twitter, que continham letras do álbum. Após a exclusão das redes sociais da banda e a utilização de um novo visual, a banda confirmou oficialmente o álbum, em setembro de 2015, um mês antes de "Love Me" ser lançada como single principal. Durante os cinco meses de promoção, "Ugh!", "Somebody Else" e "The Sound" foram lançadas como singles. "A Change of Heart" foi lançada quatro dias antes da liberação do álbum, seguida de "She's American" e "Loving Someone", ambas lançadas em novembro de 2016 e fevereiro de 2017.

## Lançamento e Recepção
O disco recebeu críticas positivas dos críticos musicais . No Metacritic , o álbum tem uma pontuação média de 75 em 100, o que indica "críticas geralmente favoráveis" com base em 24 críticas. 
O álbum figurou entre diversas listas dos melhores do ano de 2016, eleito o 5° melhor pela Alternative Press, 8° pela Billboard, 26° pela Complex, 24° pelo The Guardian, 9° pela Q Magazine, 18° pela Rolling Stone e 1° pela NME. 

## Desempenho Comercial
O álbum se tornou o segundo número um do grupo no Reino Unido, estreando no topo da UK Albums Chart, com vendas combinadas de mais de 58.000 unidades na primeira semana. Tornou-se o primeiro número um do grupo na Billboard 200 dos EUA , com 98.000 vendas de álbuns puros em sua semana de estreia, ao mesmo tempo em que estabeleceu o recorde de título mais longo de um álbum número um da Billboard com 71 caracteres.